# 타이항공 261편 추락 사고
타이항공 261편 추락 사고(영어: Thai Airways Flight 261)은 돈므앙 국제공항에서 수랏타니 국제공항으로 가는 타이항공은 수랏타니 국제공항에 착륙 도중 스톨로 착륙 시도중에 논에 추락하여 101명이 사망하고 45명이 부상당했다.
이 사고는 태국에서 두 번째로 치명적인 비행기 추락 사고였으며, 라우다 항공 004편 추락 사고의 뒤를이었다. 에어버스 A310과 관련된 다섯 번째 최악의 사고 이기도 하며 에어버스 A310의 네 번째 선체 손실이다.

## 사고기
HS-TIA는 이전에 에어버스로 비행 테스트를 위해 F-WWBI로 등록 되어있었고, 에어버스 A310-204이었다. 피챠 누록이라는 이름을 가지게 되었으며 1986년 3월 3일에 비행을 시작하여 1986년 4월 29일 돈므앙 국제공항의 타이항공으로 배달되었다.

## 국적
오스트리아, 호주, 영국, 핀란드, 독일, 일본, 노르웨이 및 미국 출신 국적자를 포함 해 기내에서 25 명의 외국인이 탑승했다. 생존자 중에는 호주 3 명, 일본인 3 명, 독일인 3 명, 이스라엘인 2 명, 영국인 1 명이 있었다.

## 사고
돈므앙 국제공항에서 수랏타니 국제공항 행 TG261 편은 방콕의 돈므앙 국제공항에서 현지 시간으로 17:40에 출발했다. 탑승객은 승무원 14명과 승객 132명 이었다.
이날은 비바람이 강했으며 기장은 활주로를 볼 수 없었다. 오후 7시 5분에 항공기는 2회의 착륙 시도 후 3번째로 활주로 22에 착륙하려했다. 착륙 하던 중실속로 인하여 고도를 잃어 버리고 땅에 추락하여 화염에 빠져 들었다. 146명의 승객과 승무원 중 101명이 사고로 사망했다. 45명의 생존자가 병원에 실려 갔다. 이 사고의 생존자 중 한 명은 태국 배우이자 가수 Ruangsak Loychusak이었다.

## 조사
에어버스는 충돌 조사에서 태국 당국을 돕기 위해 전문가 팀을 파견했다. 비행 데이터 레코더와 조종석 보이스 레코더는 모두 검색 및 구조 팀에서 찾았으며 추가 조사를 위해 충돌 사이트에서 가져 왔다. 수사관들은 "악천후가 파일럿 오류를 배제하지 않은 사고의 가능한 원인"이라고 말했다. 수랏타니 국제공항에서 활주로를 확장하는 프로젝트가 있었지만 프로젝트는 경기 침체로 지연되었었다. 태국의 공군 조종사는 계기 착륙 장치 (ILS)의 제거로 인해 조종사가 정확도가 낮은 무선 항법 시스템을 사용해야한다고 밝혔다.

## 여파
타이항공은 충돌로 피해를 입은 가족에게 보상금을 지급했다. 타이항공회장 인 Thamnoon Wanglee는 기자 회견에서 충돌 사고의 101명의 희생자가 10만 달러의 보상금을 받고 나머지 45명의 부상자는 각각 200,000 바트를 보상을 받을 것이라고 말했다. 또한 의료비를 지불했다.

## 텔레비전 에피소드
- Modernine TV는 "Flight 261 Disaster"에서 2016년 5월 30일 TimeLine에서 타이항공 261편 추락사고에 대해 논의했다.

## 같이 보기
- 원투고 항공 269편 착륙 사고